# Заборье (Усть-Кубинский район)
Заборье — деревня в Усть-Кубинском районе Вологодской области.
Входит в состав Высоковского сельского поселения (с 1 января 2006 года по 9 апреля 2009 года входила в Филисовское сельское поселение), с точки зрения административно-территориального деления — в Филисовский сельсовет.
Расстояние до районного центра Устья по автодороге — 28 км, до центра муниципального образования Высокого по прямой — 15 км. Ближайшие населённые пункты — Митрофаниха, Новое, Павловское.
По данным переписи в 2002 году постоянного населения не было.